# A következő kedd (Sanctuary – Génrejtek)
A következő kedd (Next Tuesday) a Sanctuary – Génrejtek című kanadai sci-fi-fantasy televíziós sorozat második évadjának nyolcadik epizódja.

## Ismertető
|  | Alább a cselekmény részletei következnek! |

Helen Magnus és Will Zimmerman hazafelé tartanak helikopterükkel az óceán fölött, Louisiana partjai közelében jártak egy mutáns vampyroteuthis infernalis, vagyis óriás vámpír tintahal befogásán. Gépük meghibásodik, és a röviddel azelőtt befogott, elvileg békés élőlény elszabadul, a gép zuhanni kezd, majd egy használaton kívüli olajfúrótorony belsejébe zuhan. A rádiójuk nem működik, így nem tudnak segítséget hívni,  a drótkötelek, melyeken gépük fennakad, kezdenek gyengülni, és a helikopter kölcsönző sem sok eséllyel találhat rájuk, mert munkájuk titokban tartása érdekében hamis útvonaltervet adtak meg neki.
Pár órával korábban Will és Magnus a tintahal befogása miatti utazáson vitáznak, Will egy reykjavíki konferenciára készült aznap, de Magnus nem engedi, mert mind a lény befogásán, mind utána a Menedékben is szüksége van Willre, mivel ő maga Berlinbe készül egy találkozóra a Menedék-hálózat biztonsági főnökével.
Az olajfúrótorony belsejében ismét Will utazási tervein vitáznak, Magnus leleplezi, hogy Will valójában Dr. Sigrid Halstrom pszichológus szaktekintéllyel akar találkozni, akit mellesleg csak internetes fórumokból ismer. Eközben gépük megbillen, mindketten a vízbe zuhannak, és az elvileg békés lény is rájuk támad. A víz alá húzza Willt, csak Magnus segítségével szabadul ki. Nem tudják, miért maradt ott a lény a közelükben, és miért támadott rájuk, mert faja sosem viselkedik agresszívan. Mivel a lény nagyon ritka, Helen nem akarja lelőni, ehelyett az elektromos kábeleket használva áramot vezetnek a vízbe „figyelmeztetésképpen” a lény számára.
Kihasználva a lény távolléte miatti szünetet beszélgetésükből kiderül, hogy Magnus került már hasonló helyzetbe – természetesen szörnyek nélkül –, mert 1912. április 14-én a RMS Titanic utasai között volt. Hatalmas szerencséjére Molly Brown rángatta be őt mentőcsónakjába.
Helen új tervet eszel ki, leúszik 10-12 méter mélyre egy szerelőjárathoz, ahonnan kijuthat a toronyból és rádión segítséget hívhat. Ahogy a szerelőakna bejáratát kifeszíti, a vízáramlat beszippantja karját és nem tud szabadulni. Will érte úszik és az utolsó pillanatban viszi felszínre őt.
Magnus újabb ötlete, hogy a drótkábelek összeillesztésével kivezetik a rádió antennáját a fúrótorony faláig, az pedig továbbítja a torony belsejében még leárnyékolt rádiójeleket, így esélyük van segítséget hívni. Megvalósítás közben ismét Will utazásáról, illetve a kikapcsolódásról beszélgetnek, ami Magnus számára annyit jelent, hogy hét évente egyszer nápolyi villájába megy egyetlen hétvégére, mert tovább nem bírja a semmittevést. Will is bevallja, hogy Sigrid, aki a stockholmi pszichológia tanszék vezetője, az első kapcsolata Clara elvesztése óta. Közben sikerül egy segélyhívást leadniuk a rádión, mielőtt az felmondja a szolgálatot, és a tintahal újra a közelükben úszkál.
Magnus fura nyálkát talál a gépen, majd hirtelen kopogó hangot hallanak a helikopter belsejéből. Úgy gondolják, talán a tintahal kicsinye ragadhatott a gép belsejében, ezért is támadt rájuk az amúgy passzív lény. Azonban a tintahal ősi ellensége, egy óriási déltengeri skorpió bukkan elő a motorházból, ami megmagyarázza, miért lett agresszív a békés tintahal, hiszen megérezte az ellensége közelségét. A skorpió kiszabadul és a helikopter tetejére menekül, a közelben úszkáló tintahal pedig támadásba lendül, a vízben ő van előnyben. Willnek sikerül meglőni a tintahalat, Magnus a skorpiót találja el késével, így mindkét lény visszavonul.
Utolsó lehetőségük, hogy elsüllyesztik a gépet, a tintahal pedig követni fogja ellenségét a mélybe. Míg Will a drótokat igyekszik elvágni, Magnus a vizet figyeli. Közben Will is elárulja, hogy tud Magnus valódi utazási tervéről Németországba. Mégsem Berlinbe készül, hogy a biztonsági főnökkel beszéljen arról, hogyan leplezte le Emmát, hanem Münchenbe hívta Olaf van Ausburg, a szupergazdag focicsapat tulajdonos, egy romantikus hétvégére.
Beszélgetésük alatt a skorpió újra előjött, a gép tetején lógó Will szemtől szembe kerül vele és a tintahal az utolsó pillanatban rántja le ellenségét a helikopter tetejéről. A két gigászi lény harca közben mindketten igyekeznek távolabb kerülni a géptől. Magnus egy jelzőrakétát lő a szivárgó tankhoz, mindketten lemerülnek, mikor a helikopter felrobban és a két csatázó abnormálissal együtt lemerül. A gép robbanásának füstje talán megfelelő jel lesz, hogy valaki észrevegye és kimentse őket.
Végül Magnus bevallja, hogy nem akart Olafhoz menni, hanem következő kedden Ashley születésnapja lesz, ezért akarta, hogy Will maradjon és ne menjen Izlandra.
|  | Itt a vége a cselekmény részletezésének! |

## Érdekességek
- Az epizód sok hasonlóságot mutat az első évad Rekviem című részével, ahol Will és Magnus szintén összezárva rekedt valahol, és a sorozat más szereplői csak a számítógép képernyőjén jelentek meg. Mindkét epizódra jellemző, hogy sok mindent árul el múltjukról, hátterükről, személyes érzelmeikről, tulajdonságaikról.
- Magnus az 1912-ben elsüllyedt Titanic utasa volt, és Molly Brown segítette ki őt a vízből a mentőcsónakba.

## Fogadtatás
Az epizód egy újabb rész volt, melyben a karaktereknek lehetőségük nyílt jobban megismerni egymást. A rész mindkét szereplő számára érzelmi és fizikai kihívás volt egyaránt. A Popsyndicate cikkírója bírálta az epizódban, hogy nagyobb hangsúly került kettejük vitáira, mint az abnormális lényekre. Ez a karakterek múltjának megismerése szempontjából ez mindenképpen pozitívum, de a két abnormális lény lehetett volna érdekesebb, és a befejezés nélküli történet sem volt a legjobb megoldás a készítőktől. A Geeksyndicate weboldal cikkírója is az érzelmi háttér kibontását ítéli az epizód erősségének, szemben a kissé klisés akciójelenetekkel.